# フィリプ・ベンコヴィッチ
フィリプ・ベンコヴィッチ（Filip Benković, 1997年7月13日 - ）は、クロアチア・ザグレブ出身のサッカー選手。アルスヴェンスカン・AIKフットボール所属。ポジションはDF（センターバック）。

## クラブ歴
2008年に地元クラブであるNKディナモ・ザグレブのアカデミーに入団。 2015年7月19日のNKオシエク戦でトップチームデビュー。2016年7月29日のNKスラヴェン・ベルポ戦でプロ初ゴールをマーク。
2018年8月9日、移籍金1300万ポンドでレスター・シティFCに移籍、5年契約を結んだ。
2018年8月31日、セルティックFCに1シーズンのレンタル移籍。
2020年1月31日、ブリストル・シティFCに2019-20シーズン終了までレンタル移籍した。
2020-21シーズンはEFLチャンピオンシップのカーディフ・シティFCへローンとなったが途中出場1試合に止まり、2021年1月6日に期間を短縮しレスターへ復帰した。
2021年1月12日、OHルーヴェンにシーズン終了までのレンタル移籍が発表された。
2022年1月14日、ウディネーゼ・カルチョと3年半の契約を結んだ。

## 代表歴
年代別のクロアチア代表歴がある。
2019年6月11日のチュニジア戦でフル代表デビューを果たした。
- U-17クロアチア代表
- U-19クロアチア代表
  - UEFA U-19欧州選手権2015予選
  - UEFA U-19欧州選手権2016予選
- U-21クロアチア代表
  - UEFA U-21欧州選手権2017予選
  - UEFA U-21欧州選手権2019予選

## タイトル
ディナモ・ザグレブ
- プルヴァHNL : 2015-16, 2017-18
- フルヴァツキ・ノゴメトニ・クプ : 2015-16, 2017-18

セルティック
- スコティッシュ・プレミアシップ : 2018-19
- スコティッシュ・リーグカップ : 2018-19
- スコティッシュ・カップ : 2018-19